# Newfield (Nowy Jork)
Newfield – miasto w Stanach Zjednoczonych, w stanie Nowy Jork, w hrabstwie Tompkins.